# Leptostylus obscurellus
Leptostylus obscurellus es una especie de escarabajo longicornio del género Leptostylus, categorizada en la tribu Acanthocinini, de la subfamilia Lamiinae. Fue descrita por Bates en 1863.

## Descripción
Mide 5-6,5 mm de longitud.

## Distribución
Se distribuye por Argentina, Bolivia, Brasil, Guayana Francesa, Perú, Uruguay y Venezuela.